# Buske

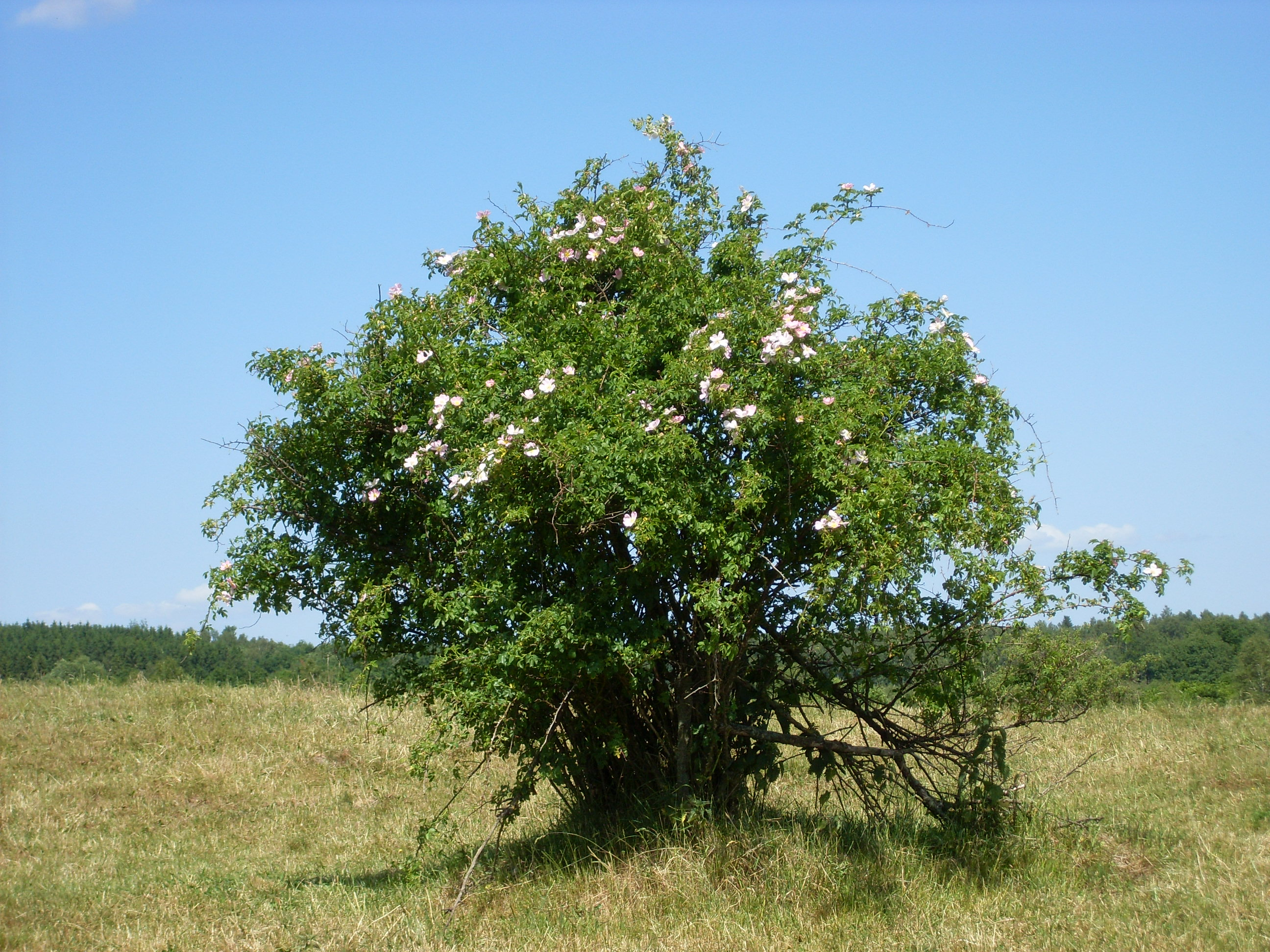
Nyponros, (Rosa dumalis).

En buske är en flerårig växt med förvedade stammar som grenar ut sig från basen. Exempel på buskar är nyponros, slån och en. Vissa arter kan utvecklas både som buske och som träd, till exempel rönn och hägg. Internationellt benämns buske parvolignid och på latin frutex.

## Dvärgbuske
Dvärgbuskar eller ris är förgrenade och icke klättrande vedväxter med en maximal höjd på 0,8 meter, till exempel ljung, lingon och odon. Den internationella termen för dvärgbuske är nanolignid och på latin heter det fruticulus.

## Halvbuske
Halvbuskar har de förvedade delarna under mark och i de nedre delarna av grenarna. Från dessa växer ett- eller tvååriga skott. Som exempel på halvbuskar kan nämnas blåbär och hallon. Semilignid är den internationella benämningen.

## Lian
Lianer är buskar som klättrar med hjälp av speciella klätterorgan, till exempel vildvin och murgröna. Andra slingrar sig omkring sitt stöd, till exempel kaprifol och besksöta.